# Vaičiro Omura
Vaičiro Omura (japonsko 大村 和市郎), japonski nogometaš, * 1. januar 1933, Šizuoka, Japonska.
Za japonsko reprezentanco je odigral 5 uradnih tekem.